# 土耳其裔也門人
土耳其裔也門人，是在也門生活的土耳其人。

## 歴史
今天在也門生活的土耳其人多数是當年奧斯曼土耳其人後裔，塞利姆一世把阿拉伯半島併入奧斯曼帝國後在也門成立也門省，範圍覆蓋今天整個也門。

## 人口
土耳其裔也門人大概10000-30000人，大概6000人生活在薩那。